# Yazı, Datça
Yazı là một xã thuộc huyện Datça, tỉnh Muğla, Thổ Nhĩ Kỳ. Dân số thời điểm năm 2011 là 562 người.